# Al-Chamisijja
Al-Chamisijja (arab. الخامسية) – miejscowość w Syrii, w muhafazie Damaszek. W 2004 roku liczyła 1024 mieszkańców.